# Закарпатська обласна організація НСПУ
Закарпатська обласна організація Національної спілки письменників України
Створена 1991 року, її попередниця — у червні 1946 року, одразу після Другої світової війни. Статутні документи перереєстровані 1995 року.
За радянські часи у кожному районі області діяло літературне об'єднання, в Ужгороді — студія, вручалася обласна молодіжна премія ім. Д. Вакарова.
Закарпатські письменники Петро Скунць, Юрій Керекеш, Федір Потушняк, Юрій Чорі, Юрій Станинець, Зореслав, Михайло Томчаній, Василь Химишинець стояли біля витоків створення крайової організації Народного руху України.
Лауреатами Шевченківської премії ставали такі закарпатські письменники, як: Іван Чендей, Петро Скунць, Петро Мідянка, Мирослав Дочинець, Оксана Луцишина…
За сприяння обласного осередку функціонують всеукраїнська літературна премія імені Івана Чендея, всеукраїнська премія Ордену Карпатських Лицарів, обласна премія імені Федора Потушняка, обласна премія «Дебют», ужгородська міська премія імені Петра Скунця,мукачівська міська премія імені Олександра Духновича, мукачівська міська премія імені Юрія Мейгеша. Проводиться літературний фестиваль «Карпатський пегас». Власних часописів організація не видає.

## Склад
| Повноваження голови | Повноваження голови                  | Повноваження голови | Повноваження голови |
| №                   | ПІБ                                  | Набуття             | Скасування          |
| ------------------- | ------------------------------------ | ------------------- | ------------------- |
| 1                   | Патрус-Карпатський Андрій Михайлович | 1946                |                     |
| 2                   | Ладижець Володимир Іванович          |                     |                     |
| 3                   | Чендей Іван Михайлович               |                     |                     |
| 4                   | Томчаній Михайло Іванович            |                     |                     |
| 5                   | Жупан Йосип Васильович               |                     |                     |
| 6                   | Угляренко Петро Володимирович        |                     |                     |
| 7                   | Мейгеш Юрій Васильович               | 1970                | 1983                |
| 8                   | Вовчок Василь Юрійович               | 1983                |                     |
| 9                   | Ходанич Петро Михайлович             |                     | до лютого 2012      |
| 10                  | Густі Василь Петрович                | з лютого 2012       | 2019                |
| 11                  | Кузан Василь Васильович              | з березня 2019      |                     |

| Склад | Склад                                        | Склад      | Склад         |
| №     | ПІБ                                          | Вступ      | Вибуття       |
| ----- | -------------------------------------------- | ---------- | ------------- |
| 1     | Андрусів Вікторія Ярославівна                | 15.02.2012 |               |
| 2     | Балега Юрій Іванович                         | 18.10.1961 | 10.05.2016    |
| 3     | Балла Карой Ласлович                         | 25.05.1984 | ????          |
| 4     | Балла Ласло Карлович                         | 26.12.1953 | 28.10.2010    |
| 5     | Берніцкі-Балла Єва Йосипівна                 | 24.09.2009 | ????          |
| 6     | Білич Василь Петрович                        | 26.10.2023 |               |
| 7     | Гаврош Олександр Дюлович                     | 07.02.2011 |               |
| 8     | Ващук Тарас                                  | 26.10.2023 |               |
| 9     | Головач Марія Іванівна                       | 25.04.1990 |               |
| 10    | Горват Василь Васильович                     | 12.03.2020 |               |
| 11    | Горват Олександр Калманович                  | 24.09.2009 |               |
| 12    | Греба Василь Михайлович                      | 30.05.1983 |               |
| 13    | Грицан Марія Іванівна                        | 29.06.2023 |               |
| 14    | Грицан-Чонка Тетяна Василівна                | 26.03.2015 |               |
| 15    | Густі Василь Петрович                        | 11.10.1978 |               |
| 16    | Дворніченко Віктор Васильович                | 12.03.2020 | -????         |
| 17    | Дочинець Мирослав Іванович                   | 25.12.2006 |               |
| 18    | Драгун Юлія Юріївна                          | 19.10.2021 |               |
| 19    | Дурунда Андрій Ілліч                         | 09.12.1993 |               |
| 20    | Дурунда Наталія Іванівна                     | 31.10.2019 |               |
| 21    | Жук Валентина Іванівна (Валентина Попелюшка) | 21.12.2023 |               |
| 22    | Зимомря Іван Миколайович                     | 16.10.2013 | >Львівська ОО |
| 23    | Ігнатович Олександра Степанівна              | 16.10.2013 |               |
| 24    | Керекеш Юрій Юрійович                        | 15.01.1960 | 16.08.2007    |
| 25    | Керита Христина Василівна                    | 19.11.1982 |               |
| 26    | Кешеля Дмитро Михайлович                     | 22.01.1979 |               |
| 27    | Кішко-Луцищина Оксана Петрівна               | 06.06.2000 | -????         |
| 28    | Кобаль-Ліхтей Тетяна Василівна               | 22.02.2005 |               |
| 29    | Ковтюк Степан Іванович                       | 27.02.1978 | ХХХХ?         |
| 30    | Козак Іван Юрійович                          | 16.05.1995 | 16.12.2024    |
| 31    | Кудрявська Людмила Борисівна                 | 02.10.1973 |               |
| 32    | Кузан Василь Васильович                      | 04.04.2000 |               |
| 33    | Кухта Василь Васильович                      | 29.11.1994 |               |
| 34    | Лавер Василь Олександрович                   | 12.03.2020 |               |
| 35    | Малик (Курій) Галина Миколаївна              | 05.02.1991 |               |
| 36    | Мідянка Петро Миколайович                    | 26.12.1990 |               |
| 37    | Мотрук Віктор Петрович                       | 05.05.2023 |               |
| 38    | Мулеса Василь Васильович                     | 27.10.2016 |               |
| 39    | Надворна Ірина Володимирівна                 | 15.02.2012 | -????         |
| 40    | Нейметі Мар'яна Іванівна                     | 15.02.2012 | -????         |
| 41    | Панчук Надія Михайлівна                      | 26.06.1997 | 22.05.2022    |
| 42    | Пекар Олена Василівна                        | 31.10.2019 | -????         |
| 43    | Петровцій Іван Юрійович                      | 19.11.1986 | 01.01.2016    |
| 44    | Повх (Ходанич) Лідія Петрівна                | 26.06.1997 |               |
| 45    | Поп Василь Степанович                        | 30.05.1957 | 31.03.2008    |
| 46    | Попович-Павлік Марина                        | 21.12.2023 |               |
| 47    | Ребрик Іван Михайлович                       | 12.03.2020 | -????         |
| 48    | Рибар Тетяна Стефанівна                      | 25.10.2014 |               |
| 49    | Рошко Михайло Михайлович                     | 29.03.2001 |               |
| 50    | Салаї (Баран) Варвара Миколаївна             | 30.05.1980 | 09.08.2011    |
| 51    | Скунць Петро Миколайович                     | 20.03.1962 | 30.04.2007    |
| 52    | Сливка Олександр Іванович                    | 16.051995  | 31.03.2008    |
| 53    | Степа Сергій Іванович                        | 25.04.2013 | -????         |
| 54    | Товтин Володимир Юрійович                    | 15.05.1995 |               |
| 55    | Федака Сергій Дмитрович                      | 25.12.2006 | 12.01.2025    |
| 56    | Фединишинець Володимир Степанович            | 30.05.1983 | 04.10.2018    |
| 57    | Фельцан Ганна Юріївна                        | 06.03.2018 |               |
| 58    | Ференц Надія Станіславівна                   | 12.03.2020 | -????         |
| 59    | Фулитка Оксана Григорівна                    | 03.12.2015 |               |
| 60    | Фізеші (Мештер) Магда Берталонівна           | 21.10.1986 | -????         |
| 61    | Ходанич Петро Михайлович                     | 18.09.1984 |               |
| 62    | Шип Юрій Васильович                          | 17.01.1990 |               |
| 63    | Шкіря Василь Васильович                      | 09.12.2002 |               |
| 64    | Шмулига Іван Йосипович                       | 03.12.2015 | ХХ.ХХ.2015?   |
| 65    | Шутко Маріанна Володимирівна                 | 25.10.2014 |               |